# マティアス・オルランド
マティアス・オルランド（Matías Orlando、1991年11月14日 - ）は、プレミアシップニューカッスル・ファルコンズに所属するラグビー選手。

## プロフィール
- アルゼンチン、サン・ミゲル・デ・トゥクマン出身。
- ポジションはセンター(CTB)。
- 身長 183cm、体重 94kg
- アルゼンチン代表キャップは47(2020年12月現在）でラグビーワールドカップ2019のアルゼンチン代表に選ばれた[1]。

## 略歴
パンパス、ハグアレスを経て、2020年、ニューカッスル・ファルコンズに加入。